# NGC 2226
NGC 2226 في الفهرس العام الجديد، هي مجرة، تقع في كوكبة وحيد القرن. اكتشفت في 1890 بواسطة إدوارد إيمرسون برنارد.

## روابط خارجية
- NGC 2226 على موقع ويكي سكاي: DSS2, SDSS, GALEX, IRAS, Hydrogen α, X-Ray, Astrophoto, Sky Map, Articles and images